# Sassari-Cagliari 1977
La Sassari-Cagliari 1977, ventisettesima edizione della corsa, si svolse il 3 marzo 1977 su un percorso di 225 km. La vittoria fu appannaggio dell'italiano Ercole Gualazzini, che completò il percorso in 5h21'13", precedendo i connazionali Pierino Gavazzi e Felice Gimondi.
Sul traguardo di Cagliari 55 ciclisti portarono a termine la competizione.

## Ordine d'arrivo (Top 10)
| Pos. | Corridore          | Squadra              | Tempo    |
| ---- | ------------------ | -------------------- | -------- |
| 1    | Ercole Gualazzini  | Scic                 | 5h21'13" |
| 2    | Pierino Gavazzi    | Jollj Ceramica       | s.t.     |
| 3    | Felice Gimondi     | Bianchi-Campagnolo   | s.t.     |
| 4    | Josef Fuchs        | Sanson               | s.t.     |
| 5    | Aldo Parecchini    | Brooklyn             | s.t.     |
| 6    | Angelo Tosoni      | G.B.C.-Itla-TV Color | s.t.     |
| 7    | Wilmo Francioni    | Magniflex-Torpado    | s.t.     |
| 8    | Ludo Delcroix      | Fiat France          | s.t.     |
| 9    | Annibale De Faveri | Selle Royal-Contour  | s.t.     |
| 10   | Walter Polini      | G.B.C.-Itla-TV Color | s.t.     |